# Antioch I (król Kommageny)
Antioch I Theos Dikajos Epifanes Filoromajos Filhellen (gr. Ἀντίοχος ὀ Θεός Δίκαιος Ἐπιφανής Φιλορώμαίος Φιλέλλην Antíochos ó Theós Díkaios Epifanḗs Filorṓmaíos Filhellēn; ‘Antioch Bóg Sprawiedliwy i Objawiony, Przyjaciel Rzymian i Greków’) (ur. ok. 86, zm. ok. 36 p.n.e.) – czwarty oraz najbardziej znany król Kommageny z ormiańskiej dynastii Orontydów od ok. 70 p.n.e. do swej śmierci.

## Przodkowie i wczesne życie
Antioch był synem i prawdopodobnie jedynakiem króla Kommageny Mitrydatesa I Kallinikosa i królowej Laodiki Thei Filadelf, córki króla państwa Seleucydów Antiocha VIII Epifanesa Filometora Kallinikosa (Gryposa) i jego pierwszej żony Tryfajny, córki Ptolemeusza VIII Euergetesa, króla Egiptu. Ojciec Mitrydates był spokrewniony z królami Partii, a według badań archeologicznych na górze Nemrut, był też potomkiem króla perskiego Dariusza I Wielkiego. Mało jest danych na temat wczesnych lat życia Antiocha. Gdy ok. r. 70 p.n.e. zmarł mu ojciec, wstąpił po nim na tron Kommageny.

## Kontakty z Rzymianami
Podczas gdy Rzymianie anektowali terytoria w Anatolii, Antioch utrzymał Kommagenę w niezależności od nich. Antioch jest po raz pierwszy wspomniany w starożytnych źródłach w r. 69 p.n.e., kiedy wódz Lukullus prowadził kampanię wojenną przeciw królowi armeńskiemu Tigranesowi II Wielkiemu.
W r. 64 p.n.e. Antioch zawarł pokój z wodzem Pompejuszem, kiedy ten najechał Syrię. Antioch i Pompejusz stali się od tej pory sprzymierzeńcami. W r. 59 p.n.e. Rzymianie przyznali Antiochowi togę praetexta i został oficjalne uznany w senacie rzymskim sprzymierzeńcem Rzymu. Antiochowi dano berło z kości słoniowej, wyhaftowaną triumfalną szatę oraz był witany jak król, sprzymierzeniec i przyjaciel. Ten dowód uznania był tradycją, która uznaje i nagradza sprzymierzeńców Rzymu. Licząc od niego, wszyscy monarchowie Kommageny okazali się być najbardziej lojalnymi rzymskimi sprzymierzeńcami. Kiedy Marek Tulliusz Cyceron był rzymskim gubernatorem Cylicji w r. 51 p.n.e., Antioch zaopatrywał go w wiadomości o ruchach Partów. Podczas wojny domowej między Gajuszem Juliuszem Cezarem a Pompejuszem Wielkim, Antioch dostarczał wojsk Pompejuszowi.
W r. 38 p.n.e. legat triumwira Marka Antoniusza, Publiusz Wentidiusz Bassus, po pokonaniu Partów postanowił wytoczyć wojnę Antiochowi i jego królestwu. Obaj byli zainteresowani skarbami i bogactwami Kommageny. Gdy Rzymianie postanowili oblegać stolicę Samosatę, Antioch zawarł pokój z Antoniuszem i Bassusem.

## Góra Nemrut

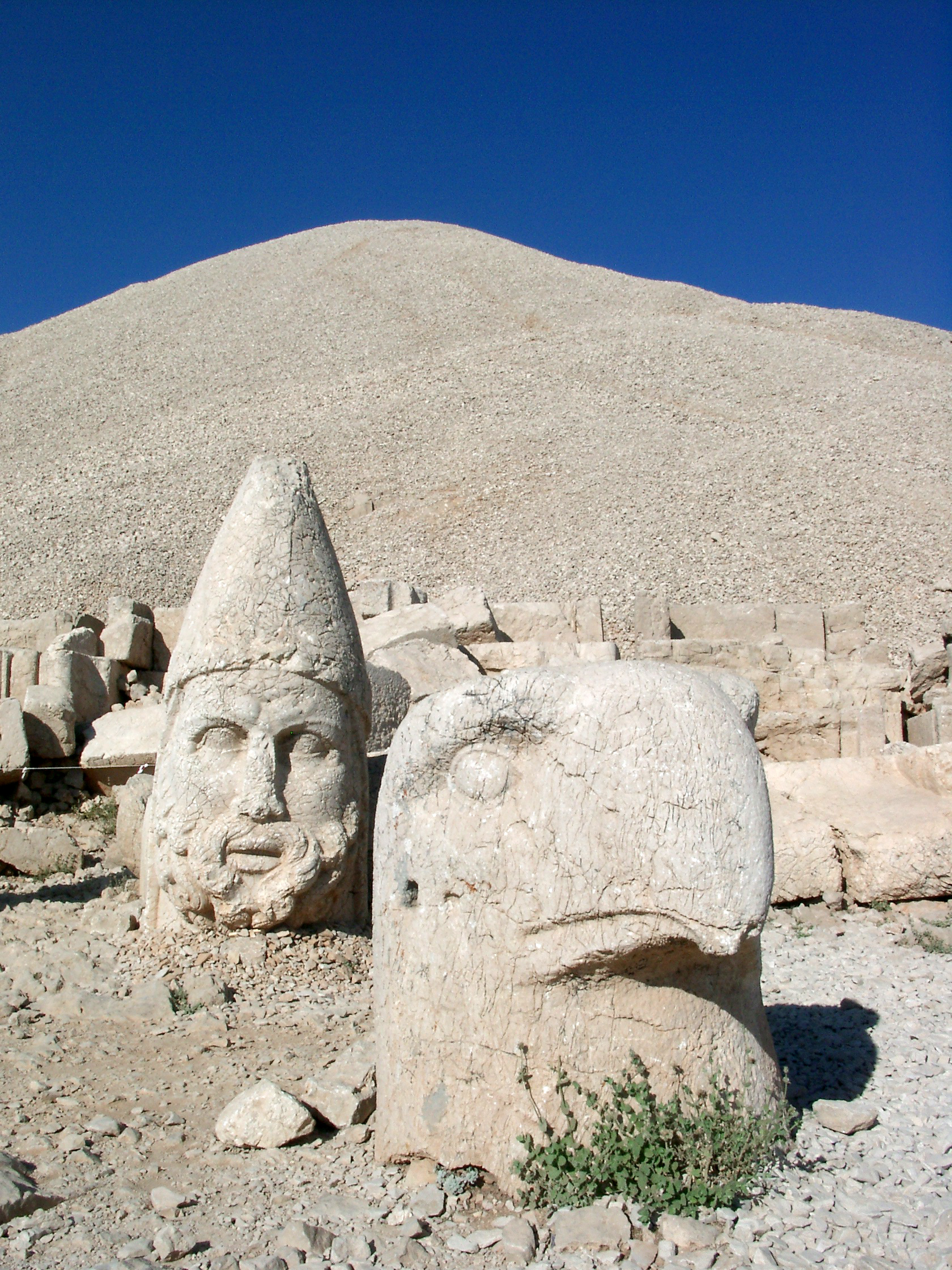
Pomnik ku chwale Antiocha I i bogów na szczycie góry Nemrut

Antioch jest sławny z budowy sanktuarium religijnego na szczycie góry Nemrut Dag lub góry Nemrut (2134 m n.p.m.). Kiedy Antioch wstąpił na tron, zaczął tworzyć królewski kult dla siebie oraz przygotowywać dla siebie cześć po swej śmierci. Zainspirował się, by stworzyć swój własny kult w zhellenizowanej formie zoroastrianizmem. Uczynił z góry dom olbrzymich posągów różnych bogów oraz siebie. Zostawił wiele greckich napisów ujawniających aspekty jego religii oraz wyjaśniających cel jego działania. W jednym z napisów Antioch sugeruje, że jego grobowiec musi być w wysokim i świętym miejscu, odległym od ludzi oraz blisko bogów, z którymi on jest w szeregu. Chciałby, aby jego ciało było zachowane dla wieczności. Monumentalne wizerunki miały perskie i greckie wpływy. Perskimi wpływami były ubranie, nakrycie głowy, fryzury oraz monumentalność, natomiast greckimi były reprezentacja bogów oraz wykazywanie przodków króla. Bogami, których on czcił byli Herkules, Zeus-Ormuzd, Tyche i Apollo-Mitra. Wszystkie posągi są w pozycji siedzącej. Utraciły one głowy, które zostały oderwane od reszty ciała. Znajdująca się duża płyta z wizerunkiem lwa na zachodnim tarasie wzbudziła zainteresowanie uczonych. Przedstawia bowiem wzajemne położenie planet i gwiazd – Jowisza, Merkurego i Marsa. Rozszyfrowano, że ułożenie pokazuje konfigurację astronomiczną, która zdarzyła się 7 lipca 62 r. p.n.e. Niewykluczone, że zbudowano kompleks na Nemrut Dag przed tą datą, by uczcić to wydarzenie astronomiczne.
W pobliżu Arsamei na Nymfalos, znaleziono podobny kompleks, lecz bez posągów. Jest to hierotheseion Mitrydatesa I, ojca Antiocha. Znajduje się tam wiele napisów w języku greckim. Na znajdującej się tam płaskorzeźbie Antioch daje uścisk dłoni bogu. Wewnątrz tunelu na 152 m znajduje się płaskorzeźba przedstawiająca króla, zapewne Antiocha lub jego ojca, bogato ubranego i dającego uścisk dłoni nagiemu bogu z maczugą i lwią skórą, zapewne Heraklesowi.

## Potomstwo
Antioch poślubił księżniczkę Isias II Filostorgos, prawdopodobnie swoją siostrę. Miał z nią pięcioro dzieci (trzech synów i dwie córki):
- Mitrydates II Antioch Epifanes Filoromajos Filhellen Monokrites, przyszły król Kommageny
- Antioch II Epifanes, przyszły król Kommageny
- nieznany z imienia syn (zm. ok. 20 p.n.e.), ojciec przyszłego króla:
  - Mitrydates III Antioch Epifanes
- Laodika, przyszła żona Orodesa II, króla Partii
- Antiochis, przyszła żona nieznanego z imienia władcy, może brata Mitrydatesa II); miała córkę:
  - Aka I z Kommageny